# Angus Fangus
Angus Fangus è un personaggio immaginario delle serie a fumetti Disney Italia di PK (PK - Paperinik New Adventures, PK², PK - Pikappa, Universo PK, Paperinik e la macchina del Fangus e PK - Nuova era). Nelle storie tradotte e adattate per il mercato estero il personaggio è stato ribattezzato Konrad Kiwi.
Appare per la prima volta nel primo numero del fumetto: kiwi neozelandese emigrato a Paperopoli, lavora come giornalista televisivo a 00 News, il notiziario dell'emittente fittizia 00 Channel (che, nella serie, è il più importante network di Paperopoli). La sua tipica risata è "Igh! Igh!".

## Il personaggio
Viene sempre disegnato come sovrappeso, e infatti la sua "scheda personale" definisce la sua corporatura come "irrimediabilmente flaccida". Il personaggio non sembra curare molto il proprio aspetto, sia per quanto riguarda l'abbigliamento, sia per quanto riguarda l'alimentazione: nelle scene ambientate in casa sua (uno squallido appartamento in un quartiere malfamato) lo si vede mangiare una grande quantità di cibo spazzatura mentre assiste a b-movie comodamente sprofondato in poltrona. Secondo la già citata "scheda personale", va matto per la "pizza spazza", i cui ingredienti risultano essere:
(da PKNA #1)
È particolarmente affezionato ad alcuni oggetti, tra i quali l'impermeabile beige che indossa quasi sempre e un portachiavi portafortuna a forma di tricheco fosforescente.
È un sostenitore del cosiddetto "giornalismo creativo", da cui ha tratto la prima regola del buon reporter: "Se non puoi verificare, inventa". Seguendo questi precetti, fin dal primo numero della serie inizia a screditare Paperinik senza ritegno, servendosi di ogni mezzo lecito o illecito, come interviste virtuali o stravolgimenti dei fatti, plagiando buona parte dell'opinione pubblica contro il papero mascherato (il suo "ruolo" nella storia è dunque simile a quello di J. Jonah Jameson nei fumetti Marvel dell'Uomo Ragno).
Fin da PKNA #1 troverà un "rivale" scorretto tanto quanto lui: Mike M. Morrighan, altro redattore di 00 Channel, con il quale inizia subito un'intensa e continua lotta per accaparrarsi il migliore scoop (anche se Morrighan non sembra tanto interessato quanto lui al "caso" Paperinik).

## Angus nelle quattro serie diPK
(Paolino Paperino (PK) in PKNA #1)
Nella prima serie, Angus ha un vero e proprio "acerrimo nemico", il potente e spietato Fenimore Cook, milionario neozelandese dedito a traffici loschi. In PKNA #7 si scopre, dai flashback del giornalista stesso, che Fangus aveva svelato nei suoi servizi che Cook era implicato in un traffico di sostanze tossiche: minacciato dal miliardario, Angus era stato costretto ad emigrare a Paperopoli. Tornerà in Nuova Zelanda per affrontare Cook anche in PKNA #23.
La sua smania di macchiare la reputazione di Pk termina nella seconda serie. Nel numero 4, infatti, Paperinik salva un'intera scolaresca minacciata da un terrorista: Angus, per errore, mostra in diretta il salvataggio, tessendo addirittura le lodi dell'eroe mascherato. Da quel momento deciderà di cercare un altro "bersaglio", che troverà in Everett Ducklair.
Nella terza serie, Fangus resta reporter di 00 News ma torna ad "occuparsi" di Paperinik, sebbene con modi meno subdoli che nella prima serie.
Nella quarta serie, Fangus e sulla rivista Topolino viene creato un seguito sulle storie di Paperinik New Adventures e PK².

## Vicende "alternative"
Alcuni albi ambientati nel futuro o in realtà alternative vedono Angus in ruoli diversi dal solito:
- In PKNA #34, ambientato nel futuro è Governatore del Calisota e candidato alla presidenza degli Stati Uniti d'America.
- In PKNA #49/50, Everett Ducklair, attraverso il Libro del destino, modifica la linea temporale facendo sì che Fangus venga rapito dagli Evroniani ed anziché salvarsi (come in PKNA #1), diventi una loro cavia e sia trasformato in un enorme guerriero succhia-emozioni (per di più clonato). Lo stesso Everett alla conclusione del volume cancella questa linea temporale alternativa, non ritenendola utile per ai suoi progetti.

## La miniserie e le rubriche dedicate
Nelle rubriche di PKNA #0 si legge che, secondo le intenzioni del suo creatore, Angus Fangus doveva essere il cronista di una gazzetta, ma che si è poi deciso di renderlo un giornalista televisivo. Torna ad essere un normale giornalista della carta stampata nella miniserie  Angus Tales (disegnata da Silvia Ziche su sceneggiature principalmente di Tito Faraci), che racconta - con un taglio umoristico - delle sue prime inchieste per un immaginario quotidiano della Nuova Zelanda.
In diversi albi della serie PK - Paperinik New Adventures sono presenti rubriche interamente dedicate a Fangus, dove il kiwi risponde alla posta dei lettori e svela i suoi "segreti giornalistici". Ad esempio, in una di queste rubriche si scopre che non adotta la Regola delle 5 W, ma la Regola delle 5 AF (le sue iniziali), dove le lettere AF hanno ogni volta significati diversi e ridicoli, come Aver Fame, Accettare Fatture, Alterare Fatti, Aggiungere Frottole, eccetera.

## Universo PK
Sulla rivista Paperinik Appgrade viene creato un "What if" sulle storie di Paperinik New Adventures, questa saga prende il nome di Universo PK. Angus Fangus fa il suo esordio nel secondo episodio di queste storie sul volume 17, in esso appare alla fine della storia nel momento in cui incontra Paperino e Paperoga per la prima volta. Questa versione del personaggio a differenza di quella di PKNA lavora al Papersera dell'avido e scorbutico Paperon de' Paperoni. Successivamente appare anche nei volumi 17, 18, 19 e 21 della stessa rivista.

## Paperinik e la macchina del Fangus
Dal numero 22 di Paperinik Appgrade inizia la miniserie Paperinik e la macchina del Fangus, il cui primo episodio si intitola "Scuola di media". Successivamente appare anche nei volumi 23, 24, 25 e 26.
 Anche qua lavora come giornalista d'assalto al Papersera con Paperino e Paperoga. Passa parte della serata dal Chiosco di Billy Bisunto. Nel primo capitolo, Fangus rivela che non odia o dubita delle vere intenzioni di Paperinik, ma la notizia che il Papero Mascherato salvi di nuovo la città è troppo monotona, quindi scrive menzogne per interessare il pubblico (con risultati poco piacevoli).

## Numeri in cui appare

### Paperinik New Adventures
- PKNA Numero Zero - Evroniani
- PKNA #0/2 - Il vento del tempo
- PKNA #0/3 - Xadhoom!
- PKNA #1 - Ombre su Venere
- PKNA #2 - Due
- PKNA #3 - Il giorno del Sole Freddo
- PKNA #4 - Terremoto
- PKNA #6 - Spore
- PKNA #7 - Invasione!
- PKNA #8 - Silicio
- PKNA Speciale 97 - Missing
- PKNA #9 - Le sorgenti della luna
- PKNA #10 - Trauma
- PKNA #11 - Urk
- PKNA #12 - Seconda stesura
- PKNA #13 - La notte più buia
- PKNA #14 - Carpe diem
- PKNA #16 - Manutenzione straordinaria
- PKNA #18 - Antico futuro
- PKNA #23 - Vuoto di memoria
- PKNA #24 - Crepuscolo
- PKNA #28 - Metamorfosi
- PKNA #29 - Virus
- PKNA #30 - Fase due
- PKNA #31 - Beato Angelico
- PKNA #32 - Underground
- PKNA #34 - Niente di personale
- PKNA #36 - Lontano lontano
- PKNA #38 - Nella nebbia
- PKNA #39 - Cronaufragio
- PKNA #41 - Agdy days
- PKNA Speciale 00 - Super
- PKNA #47 - Prima dell'alba
- PKNA #48 - Le parti e il tutto
- PKNA #49/50 - Se...

### PK²
- PK² 1 - Ducklair
- PK² 2 - Solo un po' di paura
- PK² 4 - Linee di memoria
- PK² 5 - La fine della storia
- PK² 7 - Ancora un giorno
- PK² Speciale 01 - Duckmall
- PK² 8 - Soltanto un amico
- PK² 9 - Gradi di separazione
- PK² 10 - Altovolume
- PK² 11 - Il peso dei ricordi
- PK² 12 - Blackout
- PK² 16 - Capitano di ventura
- PK² 17 - Nel fuoco
- PK² 18 - Affari di famiglia

### Pikappa
- PK 001 - Un supereroe per caso
- PK 002 - Toyland
- PK 003 - Un mondo perfetto
- PK 004 - Giorni di un passato presente
- PK 005 - Robophobia
- PK 007 - O.G.R.E.
- PK 008 - Kronin
- PK 009 - Grandi speranze
- PK 012 - Un lungo addio
- PK 014 - Turisti dallo spazio
- PK 021 - Serie zeta
- PK 025 - Attacco frontale
- PK 026 - Il re guerriero
- PK 030 - Vigilia bianca
- PK 032 - The end?

### Universo PK(Paperinik Appgrade)
- Universo PK - Dura è la notte del numero 17.
- Universo PK - Tempo da perdere del numero 18.
- Universo PK - Non è mai troppo tardi del numero 19.
- Universo PK - I conti con le realtà del numero 21.

### Paperinik e la macchina del Fangus(Paperinik Appgrade)
- Paperinik e la macchina del Fangus - Scuola di media del numero 22.
- Paperinik e la macchina del Fangus - Tutto a rovescio del numero 23.
- Paperinik e la macchina del Fangus - Il boss dei boss del numero 24.
- Paperinik e la macchina del Fangus - Problemi d'immagine del numero 25.
- Paperinik e la macchina del Fangus - Concorrenza sleale del numero 26.

### Paperinik New Era(Topolino)
- PKNE #1 - Potere e potenza
  - Episodio 1 del numero 3058.
  - Episodio 3 del numero 3060.
  - Episodio 4 del numero 3061.
- PKNE #2 - Gli argini del tempo
  - Episodio 4 del numero 3105.
- PKNE #3 - Il Raggio Nero
  - Episodio 0 del numero 3127
  - Episodio 1 del numero 3128.
  - Episodio 4 del numero 3131.
- PKNE #5 - Cronaca di un ritorno
  - Episodio 3 del numero 3184.
  - Episodio 4 del numero 3185.
- PKNE #6 - Il marchio di Moldrock
  - Episodio 3 del numero 3207.
- PKNE #7 - L'orizzonte degli eventi
  - Episodio 5 del numero 3254.
- PKNE #9 - Una leggendaria notte qualunque del numero 3407.
- PKNE #10 - Zona franca
  - Episodio 1 del numero 3437.
  - Episodio 2 del numero 3438.

#### PK - Nuova era(Topolino Fuoriserie)
- PK #10 - Esprimi un desiderio
- PK #11 - Il maestro del Silenzio
- PK #13 - Il nemico del ragno
- PK #14 - I conti con la realtà